# 291e division d'infanterie
La  291e division d'infanterie (en allemand : 291. Infanterie-Division ou 291. ID) est une des divisions d'infanterie de l'armée allemande (Wehrmacht) durant la Seconde Guerre mondiale.

## Historique
La 291e division d'infanterie est formée le 6 février 1940 sur le Truppenübungsplatz (terrain de manœuvre) de Ary dans le Wehrkreis I en tant qu'élément de la 8. Welle (8e vague de mobilisation).
Elle prend part aux opérations sur le Front de l'Ouest, avec la campagne de France avançant jusqu'à la région de Cosne-sur-Loire et de Saint-Amand avec la 9. Armee au sein du XXXXII. Armeekorps.
Plus tard, en juin 1941, elle participe à l'opération Barbarossa et aux combats du Front de l'Est au sein de la 18. Armee et de l'Heeresgruppe Nord.
Elle est détruite en Silésie en janvier 1945 lors de ses combats contre l'Armée Rouge. Les survivants de la division sont incorporés dans la 6. Volks-Grenadier-Division.

## Organisation

### Commandants
| Date                              | Grade                  | Commandant    |
| --------------------------------- | ---------------------- | ------------- |
| 7 février 1940 - 10 juin 1942     | General der Artillerie | Kurt Herzog   |
| 10 juin 1942 - 15 janvier 1944    | Generalleutnant        | Werner Göritz |
| 15 janvier 1944 - 10 juillet 1944 | Generalmajor           | Oskar Eckholt |
| 10 juillet 1944 - 27 janvier 1945 | Generalmajor           | Arthur Finger |

### Officiers d'opérations (Generalstabsoffiziere (Ia))
| Date                                 | Grade               | Commandant                     |
| ------------------------------------ | ------------------- | ------------------------------ |
| 8 février 1940 - 5 janvier 1941      | Hauptmann i.G.      | Christian Müller               |
| 8 février 1940 - 5 janvier 1941      | Major i.G.          | Wilhelm von Roeder             |
| Mai 1943 - ? 1944                    | Oberst i.G.         | Walther Freiherr von Uckermann |
| ? 1944 - Avril 1944                  | Major i.G.          | Friedrich-Karl Walters         |
| Avril 1944 - 1er août 1944           | Major i.G.          | Helmut Eger                    |
| 1er août 1944 - 30 septembre 1944    | Major i.G.          | Eduard von Schuh               |
| 30 septembre 1944 - 20 novembre 1944 | Oberst i.G.         | Wilhelm Heß                    |
| 20 novembre 1944 - ? 1945            | Oberstleutnant i.G. | Lothar Orlik                   |

## Théâtres d'opérations
- Allemagne : février 1940 - mai 1940
- France : mai 1940 - juin 1941
- Front de l'Est, secteur Nord : juin 1941 - mars 1943
- Front de l'Est, secteur Sud : mars 1943 - janvier 1945
- Front de l'Est, secteur Centre : janvier 1945

## Ordres de bataille
1940
- Infanterie-Regiment 504
- Infanterie-Regiment 505
- Infanterie-Regiment 506
- Pionier-Bataillon 291
- Artillerie-Regiment 291
- Divisionseinheiten 291

1944
- Grenadier-Regiment 504
- Grenadier-Regiment 505
- Grenadier-Regiment 506
- Divisions-Füsilier-Bataillon 291
- Pionier-Bataillon 291
- Artillerie-Regiment 291
- Divisionseinheiten 291

## Décorations
Certains membres de cette division se sont fait décorer pour faits d'armes :
- Insigne de combat rapproché en Or
  - 5
- Agrafe de la liste d'honneur
  - 10
- Croix allemande en Or
  - 55
- Croix de chevalier de la Croix de fer
  - 15